# Ammoniummagnesiumphosphat
Ammoniummagnesiumphosphat ist ein Salz aus Ammonium- und Magnesiumkationen und Phosphatanionen mit der Formel (NH4MgPO4 · x H2O). Es wird auch als Tripelphosphat bezeichnet.

## Vorkommen
Die Verbindung kommt als Mineral Struvit beispielsweise in Guano vor und stammt oft aus menschlichen oder tierischen Abfallstoffen. Die Verbindung findet sich im Urinsediment. Des Weiteren kann sich Ammoniummagnesiumphosphat bei der Biogasproduktion in Trockenfermentations-Anlagen bilden.

## Eigenschaften

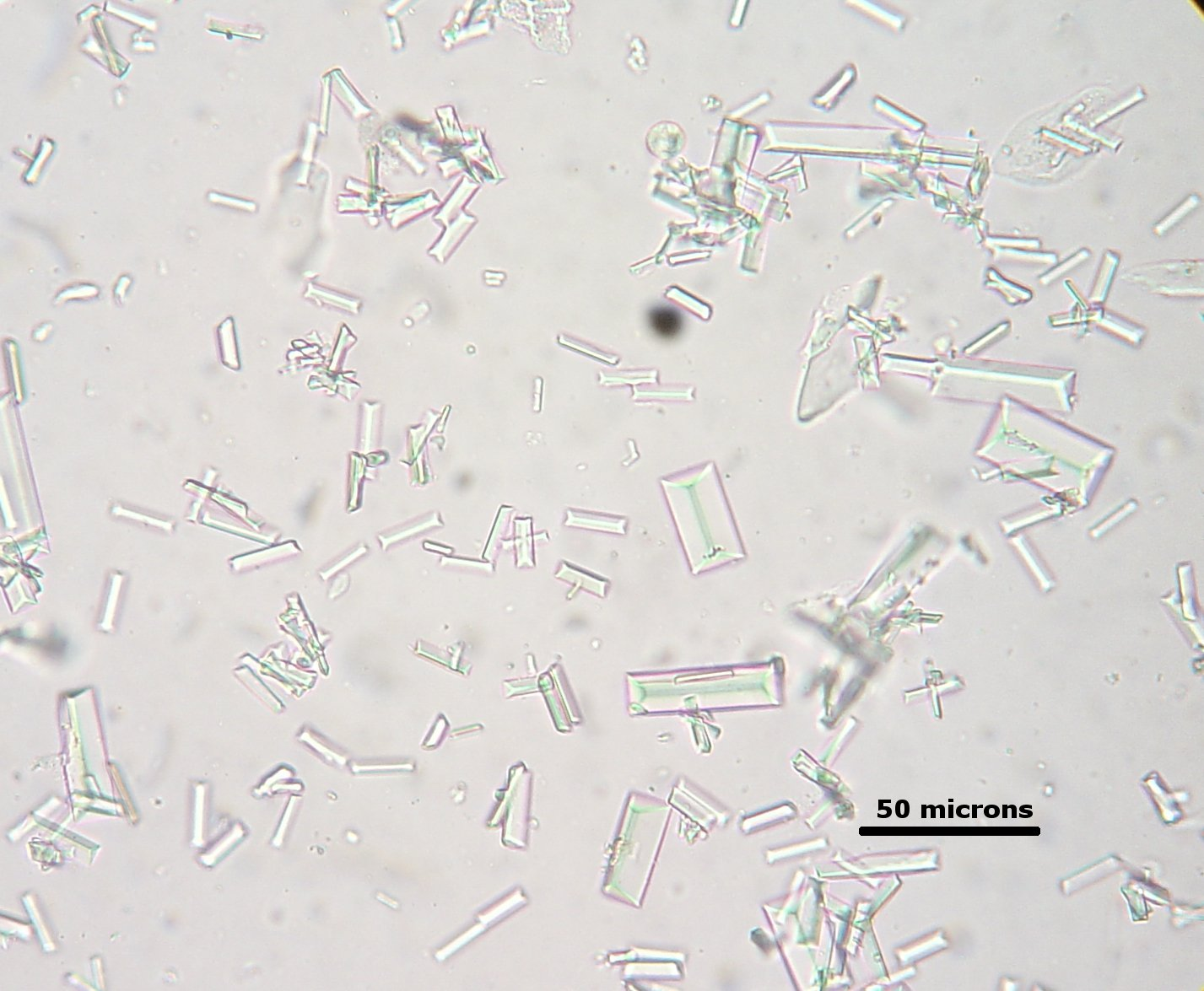
Ammoniummagnesiumphosphat-Kristalle im Urin eines Hundes

Ammoniummagnesiumphosphat bildet farblose, in Wasser unlösliche, aber säurelösliche, stark lichtbrechende Kristalle, die in der Sargdeckel- oder sehr selten auch in Farnkrautform auftreten.

## Verwendung
Ammoniummagnesiumphosphat bildet sich bei der Nachweisreaktion von Magnesiumionen (Mg2+) mit Diammoniumhydrogenphosphat.
Für die Herstellung des aus Abwasser gewonnenen Mineraldüngers Berliner Pflanze (Düngemittel) findet die Substanz ebenfalls Anwendung.